# Ландмейстеры Тевтонского ордена в Пруссии
Ландмейстер Тевтонского ордена в Пруссии (нем. Landmeister von Preußen) — руководящая должность во владениях Тевтонского ордена на территории завоёванных орденом прусских земель в XIII — начале XIV века. Учреждена в 1229 году, последний ландмейстер покинул пост в 1324 году.

## Наименование
В русскоязычной историографии часто употребляется термин «магистр Тевтонского ордена», «магистр Пруссии», что является исторически сложившейся традицией. Однако в этом случае не стоит путать фигуры магистра и великого магистра ордена. В разное время помимо ландмейстеров в Пруссии существовал институт вице-ландмейстеров (заместителей). С 1299 по 1300 год во время, когда сменилось сразу три ландмейстера, большое значение имел комтур Кёнигсберга и вице-ландмейстер Бертольд фон Брюхавен.

## Деятельность
Основной функцией ландмейстера была координация действий комтуров во вверенных ему территориях. Довольно часто ландмейстеры Пруссии возглавляли войска ордена в походах в литовские земли. В ходе XIII века они сыграли большую роль в завоевании Пруссии, подавляя продолжительные прусские восстания, названные в хрониках «вероотступничествами», уничтожая непокорных и не принимавших христианство по католическому образцу мирных жителей, сжигая прусские поселения. Чтобы обеспечить обороноспособность завоёванных земель, на них строились деревянные, а после и каменно-кирпичные замки. Первые и многие последующие замки, основанные на захваченной прусской территории, были заложены Германом фон Балкой. Основывались поселения, наиболее разросшимся из которых ландмейстеры выдавали грамоты Кульмского городского права, подтверждая тем самым их городской статус.
В 1276 году из рук Конрада фон Тирберга Старшего его получает будущая столица орденского государства — Мариенбург, а в 1286 году его брат Конрад фон Тирберг Младший дарует городское право первому из трёх «городов-основателей» Кёнигсберга - Альтштадту.
В 1324 году институт ландмейстеров был ликвидирован, а их функции перераспределены между комтурами.
В ходе внутриорденской политики большое значение играли взаимоотношения между двумя «ветвями» ордена: прусской и ливонской. Взаимосвязь осложнялась отделённостью территорий друг от друга и невозможностью прямого контакта между ними. Попытки соединить их, покорив литовские племена между Мемелем и Ливонией не увенчались успехом. В ливонских землях не всегда были рады видеть ландмейстера «со стороны». Так, Герман фон Балк пробыл ландмейстером в Ливонии только около года и был вынужден уехать в Германию.
Ландмейстеры также участвовали в региональной внешней политике. Сохранилось значительное количество договоров ландмейстеров и епископов (Самбийского, Померанского и других) о разделе захваченных новых и освоенных старых территорий. Кроме этого заключались договоры с польскими (в основном, мазовецкими), померанскими и даже галицкими князьями (трёхсторонний договор вице-ландмейстера Буркхарда фон Хорнхаузена с Даниилом Галицким и Земовитом).

## Значение
Наиболее выдающиеся ландмейстеры становились впоследствии великими магистрами ордена: Поппо фон Остерна, Конрад фон Фейхтванген. Большое количество становилось ландмейстерами на других территориях ордена: в Германии, Ливонии и Австрии. Герман фон Балк, первый ландмейстер Пруссии, явившись выдающейся личностью своего времени, остался несколько в тени великого магистра Германа фон Зальца, однако оказал громадное влияние на создание орденского государства, посвятив себя военным походам. Множество ландмейстеров в разное время занимали другие руководящие должности ордена: Маршала, великого комтура, Верховного Госпитальера, были орденскими комтурами и ландкомтурами.

## Хронологический список ландмейстеров в Пруссии
| Имя                        | Немецкое написание        | с    | до   | Примечания | Вице-ландмейстеры |
| -------------------------- | ------------------------- | ---- | ---- | --- | --- |
| Герман фон Балк            | Hermann von Balk          | 1229 | 1239 | Возглавлял завоевательный поход в земли пруссов в 1230-е годы. В разное время был ландмейстером в Германии, Пруссии и Ливонии. | Герман фон Альтенбург (Hermann von Altenburg) 1237—1238 Фридрих фон Фуксберг (Friedrich von Fuchsberg) 1238?-1239 Берлевин фон Фрайберг (Berlewin von Freiberg) 1239 |
| Генрих фон Вейда           | Heinrich von Weida        | 1239 | 1244 | | |
| Поппо фон Остерна          | Poppo von Osterna         | 1244 | 1246 | В 1252—1256 годы — великий магистр ордена                                                                                      | |
| Дитрих фон Грюнинген       | Dietrich von Grueningen   | 1246 | 1259 | Был в разное время, как и Герман фон Балк, ландмейстером Германии, Пруссии и Ливонии.                                          | Генрих фон Вейда (Heinrich von Weida) 1247—1249 Генрих фон Хонштейн (Heinrich von Honstein) 1248 Людвиг фон Кведен (Ludwig von Queden) 1249—1252 Генрих Ботель (Heinrich Botel) 1252—1253 Буркхард фон Хорнхаузен (Burchard von Hornhausen) 1255—1257 Гебхард фон Хирцберг (Gebhard von Hirzberg) 1257—1259 |
| Хартмуд фон Грюнбах        | Hartmud von Gruenbach     | 1259 | 1261 | | Дитрих (Dietrich), комтур Кенигсберга 1261 |
| Хельмерих фон Рехберг      | Helmerich von Rechberg    | 1262 | 1263 | | |
| Иоганн фон Вегелебен       | Johann von Wegeleben      |      | 1263 | | |
| Людвиг фон Бальдерсхейм    | Ludwig von Baldersheim    | 1263 | 1269 | | |
| Конрад фон Тирберг Старший | Konrad von Thierberg      | 1269 | 1271 | в должности вице-ландмейстера                                                                                                  | |
| Дитрих фон Гаттерслебен    | Dietrich von Gattersleben | 1271 | 1273 | | |
| Конрад фон Тирберг Старший | Konrad von Thierberg      | 1273 | 1279 | | Конрад фон Тирберг Младший (Konrad von Thierberg) 1274—1283 |
| Конрад фон Фейхтванген     | Konrad von Feuchtwangen   | 1279 | 1280 | Одновременно был ландмейстером Ливонии (1279—1281), ландкомтур в Австрии (1259—1261). великий магистр в 1291—1296 годах.       | |
| Мангольд фон Штернберг     | Mangold von Sternberg     | 1280 | 1283 | Одновременно был ландмейстером Ливонии (1281—1283)                                                                             | |
| Конрад фон Тирберг Младший | Konrad von Thierberg      | 1283 | 1288 | | |
| Майнхард фон Кверфурт      | Meinhard von Querfurt     | 1288 | 1299 | | |
| Конрад фон Бабенберг       | Konrad von Babenberg      |      | 1299 | не упоминается в «Хронике» Петра из Дуйсбурга                                                                                  | |
| Людвиг фон Шиппен          | Ludwig von Schippen       | 1299 | 1300 | | Бертольд фон Брюхавен (Berthold von Bruehaven) 1299-1300 |
| Хельвиг фон Гольдбах       | Helwig von Goldbach       | 1300 | 1302 | | |
| Конрад Зак                 | Konrad Sack               | 1302 | 1306 | | |
| Зигхард фон Шварцбург      | Sieghard von Schwarzburg  |      | 1306 | не упоминается в «Хронике» Петра из Дуйсбурга                                                                                  | |
| Генрих Плоцке              | Heinrich Plotzke          | 1307 | 1309 | | |
| Фридрих фон Вильденберг    | Friedrich von Wildenberg  | 1317 | 1324 | | |

### Альтернативная хронология
Пётр из Дуйсбурга, упоминая в своей «Хронике земли Прусской» о выдающихся личностях ордена, очень часто не говорит о рыцарях, находившихся в этой должности короткий временной промежуток. Например, не упоминаются Конрад фон Бабенберг, бывший в должности меньше года, и Зигхард фон Шварцбург. Об этом говорится в сделанных автором перевода с латинского В. И. Матузовой.
«Альтернативная» хронология ландмейстеров (в этом варианте — магистров) представлена в хронике второй половины XIV века CANONICI SAMBIENSIS EPITOME GESTORUM PRUSSIE («Каноник Самбийский. Извлечение из Прусских дел»). Она схожа с хронологией Петра из Дуйсбурга, из чего можно сделать вывод, что «Хроника» послужила источником для неё.